# 水虎尾
水虎尾（学名：Dysophylla stellata），又叫边氏水珍珠菜，为唇形科水蜡烛属下的一个植物变种。分布于中国大陆广东、福建、江西、浙江、安徽、湖南、云南，以及印度、日本、马来西亚、澳大利亚。生长于海拔至1550米的稻田中或水边。